# International Football Cup 1965/66
Der 5. Durchgang des International Football Cups (IFC) fand 1965/66 statt. An ihm beteiligten sich 32 Mannschaften aus acht europäischen Fußballverbänden:
- Bundesrepublik Deutschland
- Deutsche Demokratische Republik
- Jugoslawien
- Niederlande
- Polen
- Schweden
- Schweiz
- Tschechoslowakei

Gegenüber dem IFC 1964/65 hatte sich die Zahl der teilnehmenden Verbände um vier verringert. Die Verbände aus Belgien, Frankreich, Griechenland und Österreich nahmen nicht mehr am Wettbewerb teil.

## Vorbemerkungen
Wie in den Vorjahren wurden in jeder Phase Hin- und Rückspiele ausgetragen. Er begann mit der aus acht Gruppen bestehenden Vorrunde, aufgeteilt in zwei regionale Hauptgruppen. In der Hauptgruppe A spielten die westeuropäischen, in der Hauptgruppe B die osteuropäischen Mannschaften. Die acht Gruppensieger qualifizierten sich für das Viertelfinale, über das Halbfinale wurden schließlich die beiden Endspiele erreicht. Mit dem 1. FC Lokomotive Leipzig gewann erstmals eine deutsche Mannschaft den Pokal.
Der DFB hatte folgende Mannschaften nominiert:
- Eintracht Frankfurt (8. der Bundesliga 1964/65)
- Eintracht Braunschweig (9.)
- Borussia Neunkirchen (10.)
- 1. FC Kaiserslautern (13.)

Der DFV entsandte folgende Mannschaften:
- SC Motor Jena (2. der Oberliga 1964/65)
- BSG Chemie Leipzig (3.)
- SC Leipzig (4.)*
- SC Empor Rostock (5.)

*0Im Laufe des Wettbewerbs als Fußballabteilung aus dem Hauptverein herausgelöst und am 20. Januar 1966 als 1. FC Lokomotive Leipzig als eigenständiger Verein neu gegründet.

## Gruppenphase
Die Spiele fanden von 18. Juni – 24. Juli 1965 statt.

### Gruppe A1
| Pl. | Verein               | Sp. | S | U | N | Tore    | Diff. | Punkte |
| --- | -------------------- | --- | - | - | - | ------- | ----- | ------ |
| 1.  | FC Lugano            | 6   | 3 | 2 | 1 | 009:400 | +5    | 08:40  |
| 2.  | Malmö FF             | 6   | 2 | 2 | 2 | 007:700 | ±0    | 06:60  |
| 3.  | ADO Den Haag         | 6   | 2 | 1 | 3 | 007:900 | −2    | 05:70  |
| 4.  | Borussia Neunkirchen | 6   | 2 | 1 | 3 | 007:100 | −3    | 05:70  |

|                      | Schweiz | Schweden | Niederlande | Deutschland Bundesrepublik |
| -------------------- | ------- | -------- | ----------- | -------------------------- |
| FC Lugano            |         | 1:0      | 3:0         | 1:2                        |
| Malmö FF             | 1:1     |          | 2:1         | 2:0                        |
| ADO Den Haag         | 0:2     | 1:1      |             | 2:1                        |
| Borussia Neunkirchen | 1:1     | 3:1      | 0:3         |                            |

### Gruppe A2
| Pl. | Verein                  | Sp. | S | U | N | Tore    | Diff. | Punkte |
| --- | ----------------------- | --- | - | - | - | ------- | ----- | ------ |
| 1.  | Fortuna'54 Geleen       | 6   | 5 | 0 | 1 | 010:300 | +7    | 10:20  |
| 2.  | 1. FC Kaiserslautern    | 6   | 2 | 2 | 2 | 008:100 | −2    | 06:60  |
| 3.  | Djurgårdens IF          | 6   | 2 | 1 | 3 | 009:110 | −2    | 05:70  |
| 4.  | Grasshopper Club Zürich | 6   | 1 | 1 | 4 | 010:130 | −3    | 03:90  |

|                         | Niederlande | Deutschland Bundesrepublik | Schweden | Schweiz |
| ----------------------- | ----------- | -------------------------- | -------- | ------- |
| Fortuna'54 Geleen       |             | 2:0                        | 3:0      | 2:1     |
| 1. FC Kaiserslautern    | 2:1         |                            | 0:3      | 1:1     |
| Djurgårdens IF          | 0:1         | 1:1                        |          | 3:2     |
| Grasshopper Club Zürich | 0:1         | 2:4                        | 4:2      |         |

### Gruppe A3
| Pl. | Verein               | Sp. | S | U | N | Tore    | Diff. | Punkte |
| --- | -------------------- | --- | - | - | - | ------- | ----- | ------ |
| 1.  | IFK Norrköping       | 6   | 4 | 1 | 1 | 016:700 | +9    | 09:30  |
| 2.  | PSV Eindhoven        | 6   | 4 | 0 | 2 | 015:120 | +3    | 08:40  |
| 3.  | Eintracht Frankfurt  | 6   | 2 | 0 | 4 | 011:110 | ±0    | 04:80  |
| 4.  | FC La Chaux-de-Fonds | 6   | 1 | 1 | 4 | 008:200 | −12   | 03:90  |

|                      | Schweden | Niederlande | Deutschland Bundesrepublik | Schweiz |
| -------------------- | -------- | ----------- | -------------------------- | ------- |
| IFK Norrköping       |          | 2:3         | 1:0                        | 7:1     |
| PSV Eindhoven        | 1:3      |             | 3:0                        | 2:1     |
| Eintracht Frankfurt  | 1:2      | 4:2         |                            | 4:0     |
| FC La Chaux-de-Fonds | 1:1      | 2:4         | 3:2                        |         |

### Gruppe A4
| Pl. | Verein                 | Sp. | S | U | N | Tore    | Diff. | Punkte |
| --- | ---------------------- | --- | - | - | - | ------- | ----- | ------ |
| 1.  | Örgryte IS             | 6   | 3 | 2 | 1 | 016:900 | +7    | 08:40  |
| 2.  | Sparta Rotterdam       | 6   | 2 | 4 | 0 | 010:600 | +4    | 08:40  |
| 3.  | Eintracht Braunschweig | 6   | 2 | 1 | 3 | 016:120 | +4    | 05:70  |
| 4.  | FC Luzern              | 6   | 0 | 3 | 3 | 008:230 | −15   | 03:90  |

|                        | Schweden | Niederlande | Deutschland Bundesrepublik | Schweiz |
| ---------------------- | -------- | ----------- | -------------------------- | ------- |
| Örgryte IS             |          | 1:1         | 3:1                        | 8:1     |
| Sparta Rotterdam       | 2:2      |             | 3:0                        | 0:0     |
| Eintracht Braunschweig | 3:0      | 1:2         |                            | 7:0     |
| FC Luzern              | 1:2      | 2:2         | 4:4                        |         |

### Gruppe B1
| Pl. | Verein              | Sp. | S | U | N | Tore    | Diff. | Punkte |
| --- | ------------------- | --- | - | - | - | ------- | ----- | ------ |
| 1.  | SC Motor Jena       | 6   | 4 | 1 | 1 | 010:400 | +6    | 09:30  |
| 2.  | 1. FC Tatran Prešov | 6   | 3 | 2 | 1 | 005:200 | +3    | 08:40  |
| 3.  | Szombierki Bytom    | 6   | 2 | 0 | 4 | 006:600 | ±0    | 04:80  |
| 4.  | NK Rijeka           | 6   | 1 | 1 | 4 | 003:120 | −9    | 03:90  |

|                     | Deutschland Demokratische Republik 1949 | Tschechoslowakei | Polen 1944 | Jugoslawien Sozialistische Föderative Republik |
| ------------------- | --------------------------------------- | ---------------- | ---------- | ---------------------------------------------- |
| SC Motor Jena       |                                         | 0:0              | 2:0        | 3:1                                            |
| 1. FC Tatran Prešov | 0:1                                     |                  | 1:0        | 3:1                                            |
| Szombierki Bytom    | 3:1                                     | 0:1              |            | 0:1                                            |
| NK Rijeka           | 0:3                                     | 0:0              | 0:3        |                                                |

### Gruppe B2
| Pl. | Verein             | Sp. | S | U | N | Tore    | Diff. | Punkte |
| --- | ------------------ | --- | - | - | - | ------- | ----- | ------ |
| 1.  | SC Empor Rostock   | 6   | 4 | 0 | 2 | 012:400 | +8    | 08:40  |
| 2.  | Zagłębie Sosnowiec | 6   | 3 | 1 | 2 | 013:100 | +3    | 07:50  |
| 3.  | FK Radnički Niš    | 6   | 2 | 1 | 3 | 011:130 | −2    | 05:70  |
| 4.  | VSS Kosice         | 6   | 2 | 0 | 4 | 008:170 | −9    | 04:80  |

|                    | Deutschland Demokratische Republik 1949 | Polen 1944 | Jugoslawien Sozialistische Föderative Republik | Tschechoslowakei |
| ------------------ | --------------------------------------- | ---------- | ---------------------------------------------- | ---------------- |
| SC Empor Rostock   |                                         | 3:0        | 3:0                                            | 3:0              |
| Zagłębie Sosnowiec | 2:1                                     |            | 5:2                                            | 3:0              |
| FK Radnički Niš    | 2:1                                     | 0:0        |                                                | 7:2              |
| VSS Kosice         | 0:1                                     | 4:3        | 2:0                                            |                  |

### Gruppe B3
| Pl. | Verein                  | Sp. | S | U | N | Tore    | Diff. | Punkte |
| --- | ----------------------- | --- | - | - | - | ------- | ----- | ------ |
| 1. | FK Željezničar Sarajevo | 6   | 2 | 3 | 1 | 009:700 | +2    | 07:50  |
| 2. | SC Leipzig*             | 6   | 2 | 2 | 2 | 010:110 | −1    | 06:60  |
| 3. | Gwardia Warschau        | 6   | 3 | 0 | 3 | 010:130 | −3    | 06:60  |
| 4. | Baník Ostrava           | 6   | 2 | 1 | 3 | 013:110 | +2    | 05:70  |
| * Da Željezničar Sarajevo vom jugoslawischen Verband aus dem Wettbewerb genommen wurde, rückte der Zweitplatzierte SC Leipzig ins Viertelfinale vor. |                         |     |   |   |   |         |       |        |

|                         | Jugoslawien Sozialistische Föderative Republik | Deutschland Demokratische Republik 1949 | Polen 1944 | Tschechoslowakei |
| ----------------------- | ---------------------------------------------- | --------------------------------------- | ---------- | ---------------- |
| FK Željezničar Sarajevo |                                                | 2:2                                     | 2:1        | 3:1              |
| SC Leipzig              | 0:0                                            |                                         | 2:1        | 4:1              |
| Gwardia Warschau        | 2:1                                            | 3:2                                     |            | 1:5              |
| Baník Ostrava           | 1:1                                            | 4:0                                     | 1:2        |                  |

### Gruppe B4
| Pl. | Verein              | Sp. | S | U | N | Tore    | Diff. | Punkte |
| --- | ------------------- | --- | - | - | - | ------- | ----- | ------ |
| 1.  | Chemie Leipzig      | 6   | 4 | 2 | 0 | 010:500 | +5    | 10:20  |
| 2.  | Slovnaft Bratislava | 6   | 3 | 1 | 2 | 014:100 | +4    | 07:50  |
| 3.  | NK Zagreb           | 6   | 2 | 1 | 3 | 009:110 | −2    | 05:70  |
| 4.  | Pogoń Stettin       | 6   | 1 | 0 | 5 | 006:130 | −7    | 02:10  |

|                     | Deutschland Demokratische Republik 1949 | Tschechoslowakei | Jugoslawien Sozialistische Föderative Republik | Polen 1944 |
| ------------------- | --------------------------------------- | ---------------- | ---------------------------------------------- | ---------- |
| Chemie Leipzig      |                                         | 2:2              | 1:1                                            | 1:0        |
| Slovnaft Bratislava | 0:1                                     |                  | 3:1                                            | 4:0        |
| NK Zagreb           | 1:2                                     | 4:2              |                                                | 2:0        |
| Pogoń Stettin       | 1:3                                     | 2:3              | 3:0                                            |            |

## Viertelfinale
Die Spiele fanden von 22. September – 27. Oktober 1965 statt.
|                   | Gesamt    |                | Hinspiel | Rückspiel |
| ----------------- | --------- | -------------- | -------- | --------- |
| Örgryte IS        | 5:7       | SC Leipzig     | 4:3      | 1:4       |
| IFK Norrköping    | 3:2       | Motor Jena     | 1:1      | 2:1       |
| Fortuna'54 Geleen | 1:2       | FC Lugano      | 1:1      | 0:1       |
| SC Empor Rostock  | (M)5:5(M) | Chemie Leipzig | 2:1      | 3:4       |

## Halbfinale
Die Spiele fanden von 15. Dezember 1965 – 11. April 1966 statt.
|                           | Gesamt    |                | Hinspiel | Rückspiel |
| ------------------------- | --------- | -------------- | -------- | --------- |
| 1. FC Lokomotive Leipzig* | 2:1       | Chemie Leipzig | 1:1      | 1:0       |
| FC Lugano                 | (M)1:1(M) | IFK Norrköping | 0:0      | 1:1 n. V. |

* Mit der Herauslösung der Fußballabteilung aus dem SC Leipzig wurde am 20. Januar 1966 der 1. FC Lokomotive Leipzig als eigenständiger Verein gegründet.

## Finale
| IFK Norrköping                                   | IFK Norrköping | 1. FC Lokomotive Leipzig | 1. FC Lokomotive Leipzig |
| ------------------------------------------------ | --- | --- | ------------------------ |
| IFK Norrköping                                   | \| Finale (Hinspiel) \| \| 10. Mai 1966 in Norrköping (Idrottspark) \| \| Ergebnis: 1:0 (0:0) \| \| Zuschauer: 13.012 \| \| Schiedsrichter: Zdeněk Valeš ( Tschechoslowakei) \| \| Spielbericht \|     | \| Finale (Hinspiel) \| \| 10. Mai 1966 in Norrköping (Idrottspark) \| \| Ergebnis: 1:0 (0:0) \| \| Zuschauer: 13.012 \| \| Schiedsrichter: Zdeněk Valeš ( Tschechoslowakei) \| \| Spielbericht \|        | 1. FC Lokomotive Leipzig |
| IFK Norrköping                                   | Bengt Lindström – P. Jansson, Roland Pressfeldt – Bill Björklund, Björn Nordqvist, Bo La Fleur – Ulf Jansson, Christer Hult, Ove Kindvall, Örjan Martinsson, Lars Berglund Cheftrainer: Gunnar Nordahl | Horst Weigang – Michael Faber, Peter Gießner, Manfred Geisler – Karl Drößler, Volker Franke – Dieter Engelhardt, Rainer Trölitzsch, Henning Frenzel, Wolfram Löwe, Arno Zerbe Cheftrainer: Günter Konzack | 1. FC Lokomotive Leipzig |
| IFK Norrköping                                   | 1:0 Martinsson (62.) | | 1. FC Lokomotive Leipzig |
| Finale (Hinspiel)                                | | |                          |
| 10. Mai 1966 in Norrköping (Idrottspark)         | | |                          |
| Ergebnis: 1:0 (0:0)                              | | |                          |
| Zuschauer: 13.012                                | | |                          |
| Schiedsrichter: Zdeněk Valeš ( Tschechoslowakei) | | |                          |
| Spielbericht                                     | | |                          |

| 1. FC Lokomotive Leipzig                       | 1. FC Lokomotive Leipzig | IFK Norrköping | IFK Norrköping |
| ---------------------------------------------- | --- | --- | -------------- |
| 1. FC Lokomotive Leipzig                       | \| Finale (Rückspiel) \| \| 30. Mai 1966 in Leipzig (Bruno-Plache-Stadion) \| \| Ergebnis: 4:0 (2:0) \| \| Zuschauer: 18.000 \| \| Schiedsrichter: Leo Horn ( Niederlande) \| \| Spielbericht \|          | \| Finale (Rückspiel) \| \| 30. Mai 1966 in Leipzig (Bruno-Plache-Stadion) \| \| Ergebnis: 4:0 (2:0) \| \| Zuschauer: 18.000 \| \| Schiedsrichter: Leo Horn ( Niederlande) \| \| Spielbericht \|  | IFK Norrköping |
| 1. FC Lokomotive Leipzig                       | Horst Weigang – Michael Faber, Peter Gießner, Manfred Geisler – Karl Drößler, Arno Zerbe – Dieter Engelhardt, Reinhard Trölitzsch, Henning Frenzel, Volker Franke, Jörg Berger Cheftrainer: Hans Studener | Bengt Lindström – P. Jansson, Bo La Fleur – Bill Björklund, Björn Nordqvist, Örjan Martinsson – Ulf Jansson, Ove Kindvall, Ulf Hultberg, Christer Hult, Lars Berglund Cheftrainer: Gunnar Nordahl | IFK Norrköping |
| 1. FC Lokomotive Leipzig                       | 1:0 Frenzel (7.) 2:0 V. Franke (13.) 3:0 Frenzel (50.) 4:0 Frenzel (73.) | | IFK Norrköping |
| Finale (Rückspiel)                             | | |                |
| 30. Mai 1966 in Leipzig (Bruno-Plache-Stadion) | | |                |
| Ergebnis: 4:0 (2:0)                            | | |                |
| Zuschauer: 18.000                              | | |                |
| Schiedsrichter: Leo Horn ( Niederlande)        | | |                |
| Spielbericht                                   | | |                |

| Nach der knappen 1:0-Niederlage beim Hinspiel hatte Lok Leipzig beste Chancen für den Pokalgewinn. Die Leipziger, die gegenüber der ersten Begegnung Löwe durch Jörg Berger ersetzen mussten, nahmen auch sofort das Heft des Handels in die Hand und lagen bereits nach sieben Minuten durch Frenzels Tor auf Vorlage von Engelhardt in Führung. Mit beiden Spielern sind auch bereits die besten Akteure auf dem Platz genannt. Engelhardt brillierte mit seinen drangvollen Dribblings und beeindruckte mit seiner Spielübersicht, er war an drei Toren maßgeblich beteiligt. National-Mittelstürmer Frenzel bewies seinen Torinstinkt und war mit seinen drei Treffern der Held des Tages. Auch am 2:0 von Volker Franke in der 13. Minute hatte Frenzel eine Aktie, er leitete mit seinem Pass zu Engelhardt die frühe Vorentscheidung ein. Obwohl sich die Leipziger nach ihren beiden Toren eine Phase voller Unkonzentration und Zerfahrenheit leisteten, kamen die Schweden mit ihrem umständlichen Spielaufbau nie richtig ins Spiel. Nur hin und wieder gelangten sie mit schnellem Antritt und direktem Spiel vor Weigangs Tor, doch nur dreimal waren von ihnen gefährliche Torschüsse zu registrieren. Die Leipziger Abwehr stand letztlich sicher, und lenkte mit Geisler als ihrem besten Mann mit jeder gelungen Abwehraktion sofort wieder das Spiel der eigenen Mannschaft nach vorne. Zwei Kopfbälle von Frenzel in der 50. und 73. machten den verdienten Sieg perfekt, mit dem erstmals eine DDR-Mannschaft einen internationalen Pokal gewann. |